# John Baptist Huang Min-Cheng
John Baptist Huang Min-Cheng OFM (chinesisch 黃敏正 Huáng Mǐnzhèng; * 23. März 1955 in Madou) ist ein taiwanischer römisch-katholischer Ordensgeistlicher und Bischof von Tainan.

## Leben
John Baptist Huang Min-Cheng besuchte das Kleine Seminar der Franziskaner in Neihu. Anschließend studierte er Philosophie und Katholische Theologie in Taipeh. Er trat am 2. September 1979 der Ordensgemeinschaft der Franziskaner bei und empfing am 29. März 1984 in Tainan das Sakrament der Priesterweihe.
Zunächst war John Baptist Huang Min-Cheng als Seelsorger in der Pfarrei Queen of Angels in Xinying tätig, bevor er 1992 Provinzial der Ordensprovinz Taiwan, Hongkong und Macau der Franziskaner wurde. 1998 wurde er für weiterführende Studien nach Rom entsandt, wo er 2002 an der Päpstlichen Universität Antonianum ein Lizenziat im Fach Spiritualität erwarb. Nach der Rückkehr in seine Heimat leitete John Baptist Huang Min-Cheng zehn Jahre die Kommission für den interreligiösen Dialog und für die Ökumene im Bistum Tainan. Von 2013 bis 2019 war er Pfarrer in Baihe und Madou sowie Generalvikar des Bistums Tainan. Zudem leitete er in dieser Zeit das ordenseigene Spiritualitätszentrum Hsientsaopo Rottgen House und gehörte dem Generalrat des Ordo Franciscanus Saecularis an. Ferner fungierte er als Spiritual der Vereinigung für das Bibelapostolat. Ab 2019 leitete John Baptist Huang Min-Cheng das Spiritualitätszentrum der Franziskaner in Hsinchu und wirkte als Pfarrer in Daxi im Bistum Hsinchu. Außerdem gehörte er dem Provinzialrat der Ordensprovinz Taiwan, Hongkong und Macau an.
Am 3. Mai 2023 ernannte ihn Papst Franziskus zum Bischof von Tainan. Der emeritierte Bischof von Tainan, Bosco Lin Chi-nan, spendete ihm am 24. Juni desselben Jahres in der Catholic Salesian Business Hall in Tainan die Bischofsweihe; Mitkonsekratoren waren der Erzbischof von Taipeh, Thomas Chung An-zu, und der Bischof von Hsinchu, John Baptist Lee Keh-mien. Sein Wahlspruch Ad voluntatem Domini („Nach dem Willen des Herrn“) stammt aus Ps 40,9 .

## Schriften
- The Inculturation of Liturgical Languages: Taiwanese and Mandarin Chinese. In: Francis So, Beatrice Leung, Ellen Mary Mylod (Hrsg.): The Catholic Church in Taiwan. Problems and prospects (= Christianity in modern China). Palgrave Macmillan, Singapur 2018, ISBN 978-981-10-6667-2, S. 101–116 (google.de).